# Thirsk
Thirsk is een stad en civil parish in het bestuurlijke gebied Hambleton, in het Engelse graafschap North Yorkshire. Het telt ongeveer 5000 inwoners. Thirsk ligt ongeveer twintig mijl ten noorden van York.
Thirsk is vooral bekend als woonplaats van de dierenarts Alfred Wright, die onder het pseudoniem James Herriot enkele boeken heeft gepubliceerd. In 23, Kirkgate kan men zijn praktijk nog steeds bezoeken.